# 11930 Osamu
11930 Osamu è un asteroide della fascia principale. Scoperto nel 1993, presenta un'orbita caratterizzata da un semiasse maggiore pari a 2,5669704 UA e da un'eccentricità di 0,0985339, inclinata di 13,37049° rispetto all'eclittica.